# ISO 3166-2:ES
Kódy ISO 3166-2 pro Španělsko identifikují 17 autonomních regionů, 50 provincií a 2 autonomní města (stav v dubnu 2015). První část (ES) je mezinárodní kód pro Španělsko, druhá část sestává z jednoho nebo dvou písmen identifikujících region, provincii nebo město.

## Zpravodaje
```
en:ISO 3166-2:2000-06-21

en:ISO 3166-2:2002-05-21

en:ISO 3166-2:2002-12-10
```

## Seznam kódů
```
ES-AN 
Andalusie

ES-AR 
Aragonie

ES-AS 
Asturie

ES-IB 
Baleáry

ES-PV 
Baskicko

ES-EX 
Extremadura

ES-GA 
Galicie

ES-CN 
Kanárské ostrovy

ES-CB 
Kantábrie

ES-CM 
Kastilie – La Mancha

ES-CL 
Kastilie a León

ES-CT 
Katalánsko

ES-RI 
La Rioja

ES-MD 
Madridské společenství

ES-MC 
Murcijský region

ES-NC 
Navarra

ES-VC 
Valencijské společenství
```

```
ES-A  Alicante/Alacant (Alicante/Alacant)
ES-AB Albacete (Albacete)
ES-AL Almería (Almería)
ES-AV Ávila (Ávila)
ES-B  Barcelona (Barcelona)
ES-BA Badajoz (Badajoz)
ES-BI Vizcaya/Bizkaia (Bilbao/Bilbo)
ES-BU Burgos (Burgos)
ES-C  La Coruña/A Coruña (La Coruña/A Coruña)
ES-CA Cádiz (Cádiz)
ES-CC Cáceres (Cáceres)
ES-CO Córdoba (Córdoba)
ES-CR Ciudad Real (Ciudad Real)
ES-CS Castellón/Castelló (Castellón de la Plana/Castelló de la Plana)
ES-CU Cuenca (Cuenca)
ES-GC Las Palmas (
Las Palmas de Gran Canaria
)
ES-GI Gerona/Girona (Gerona/Girona)
ES-GR Granada (Granada)
ES-GU Guadalajara (Guadalajara)
ES-H  Huelva (Huelva)
ES-HU Huesca (Huesca)
ES-J  Jaén (Jaén)
ES-L  Lérida/Lleida (Lérida/Lleida)
ES-LE León (León)
ES-LO La Rioja (Logroño)
ES-LU Lugo (Lugo)
ES-M  Madrid (Madrid)
ES-MA Málaga (Málaga)
ES-MU Murcia (Murcia)
ES-NA Navarra (Pamplona)
ES-O  Asturias (Oviedo)
ES-OR Orense/Ourense (Orense/Ourense)
ES-P  Palencia (Palencia)
ES-PM Baleáry (Islas Baleares/Illes Balears, Palma de Mallorca)
ES-PO Pontevedra (Pontevedra)
ES-S  Cantabria (Santander)
ES-SA Salamanca (Salamanca)
ES-SE Sevilla (Sevilla)
ES-SG Segovia (Segovia)
ES-SO Soria (Soria)
ES-SS Guipúzcoa/Gipuzkoa (San Sebastián/Donostia)
ES-T  Tarragona (Tarragona)
ES-TE Teruel (Teruel)
ES-TF Tenerife (Santa Cruz De Tenerife)
ES-TO Toledo (Toledo)
ES-V  Valencia/València (Valencia\València)
ES-VA Valladolid (Valladolid)
ES-VI Álava/Araba (Vitoria/Gasteiz)
ES-Z  Zaragoza (Zaragoza)
ES-ZA Zamora (Zamora)
```

```
ES-ML 
Melilla
 (Melilla)
ES-CE 
Ceuta
 (Ceuta)
```